# Københavns Lufthavn (métro de Copenhague)
Københavns Lufthavn est une station de la ligne 2 du métro de Copenhague située sur l'île d'Amager sur la commune de Tårnby. Elle est le terminus sud de cette ligne et dessert l'aéroport de Copenhague.

## Situation
La station de métro Københavns Lufthavn est située à Tårnby à proximité de l'aéroport de Copenhague sur Ellehammersvej. Elle est située sur un viaduc franchissant la ligne ferroviaire reliant le Danemark et la Suède.
Elle est située après la station Kastrup.

## Histoire
La station de métro Københavns Lufthavn entre en service le 28 septembre 2007.
Elle doit son nom à l'aéroport (lufthavn en danois) de Copenhague (København en danois) qu'elle dessert.

## Services au voyageurs

### Accès
La station Københavns Lufthavn est aérienne. Elle est accessible uniquement depuis le terminal 3 de l'aéroport de Copenhague par des escaliers et un ascenseur. La station dispose d'un espace destiné à l'information des voyageurs et à la vente des titres de transport avant l'accès au quai. 
Depuis juin 2018, une passerelle intérieure de 100 mètres de long permet une connexion rapide directe entre la station de métro et la zone d'embarquement de l'aéroport. 

### Quais
La station dispose d'un quai central intérieur desservant 2 voies sur lesquelles circulent les métros à conduite automatique. Les voies sont séparées du quai par des portes vitrées à ouverture automatique. Des écrans informent les voyageurs des directions et du temps d'attente pour les prochains métros. 

### Intermodalité
La station est en correspondance avec la gare de Københavns Lufthavn desservie par les trains DSB reliant notamment la gare centrale de Copenhague, l'aéroport de Copenhague et Malmö en Suède. 
La station est en correspondance avec le réseau de bus de l'agglomération de Copenhague.  
De nombreux emplacements pour le stationnement des vélos sont disponibles sur les espaces publics alentour. 

## À proximité
- Aéroport de Copenhague